# Người da trắng danh dự
"Người da trắng danh dự" là một thuật ngữ từng được sử dụng bởi chế độ Apartheid ở Nam Phi để trao hầu hết các quyền và đặc quyền của người da trắng cho những người được xem là không phải người da trắng. Trên cơ sở từng trường hợp, điều này đã được thực hiện để lựa chọn các cá nhân và cho các nhóm người, đặc biệt là người Đông Á, những người được coi là người da trắng danh dự. Nhật Bản, Hàn Quốc và Đài Loan đã được cấp quy chế người da trắng danh dự này, và sau đó người Trung Quốc và các nhân vật thuộc chủng tộc khác cũng được thêm vào.

## Người Nhật Bản
Người da trắng danh dự được gán cho tất cả người Nhật Bản (người Nhật Bản cũng từng được coi là chủng người Aryan danh dự theo tiêu chuẩn của Đức quốc xã) trong thập niên 1960. Phẩm giá này hỗ trợ cho một hiệp ước thương mại được hình thành giữa Nam Phi và Nhật Bản vào đầu những năm 1960 khi Công ty Sắt thép Yawata của Tokyo đề nghị mua 5 triệu tấn gang thỏi Nam Phi, trị giá hơn 250 triệu đô la, trong thời gian 10 năm.
Thủ tướng Hendrik Verwoerd của Nam Phi đã xác định rằng sẽ không rườm rà với các thủ tục giấy tờ mà gây bất lợi cho các thỏa thuận thương mại đối với người dân Nhật Bản để không bị hạn chế như các dân tộc khác vì các tập đoàn thương mại Nhật Bản thường xuyên đến Nam Phi để kinh doanh.
Sau đó, Hội đồng khu vực của Pretoria công bố công khai rằng tất cả người dân Nhật Bản cũng được coi là người da trắng. Các quan chức thành phố Johannesburg thậm chí còn quyết định rằng, "theo quan điểm của các hiệp định thương mại", các hồ bơi của thành phố sẽ mở cửa cho tất cả các quan khách Nhật Bản.
Việc chỉ định này cho người Nhật Bản gần như tất cả các quyền lợi và đặc quyền giống như người da trắng (ngoại trừ quyền bỏ phiếu; họ cũng được miễn nghĩa vụ quân sự). Cho đến đầu những năm 1970, các chính trị gia đảng đối lập và báo chí đặt câu hỏi tại sao người dân Nhật Bản lại được cấp nhiều đặc quyền đặc biệt, trích dẫn từ những nhà bất đồng mâu thuẫn với chế độ phân biệt chủng tộc.

## Người Hàn Quốc
Không giống như Nhật Bản, Hàn Quốc không muốn thiết lập quan hệ ngoại giao với Nam Phi vì sự phân biệt chủng tộc. Nam Phi ban các đặc quyền người da trắng danh dự cho công dân Hàn Quốc khi hai nước đàm phán quan hệ ngoại giao năm 1961. Hàn Quốc cắt đứt quan hệ với Nam Phi vào năm 1978 để phản đối chủ nghĩa dân tộc, và quan hệ ngoại giao gắn bó keo sơn giữa hai nước không được tái lập cho đến năm 1992.

## Người Đài Loan
Người da trắng danh dự bao gồm người Đài Loan là do quan hệ quan trọng thân thiết giữa Nam Phi và Đài Loan. Đến năm 1979, Đài Loan đã trở thành đối tác thương mại lớn và thiết yếu thứ năm của Nam Phi. Khi Nam Phi tiếp tục ủng hộ những người theo chủ nghĩa dân tộc Trung Hoa Trung Quốc Quốc dân Đảng ngay cả sau khi Đảng Cộng sản Trung Quốc giành quyền kiểm soát đất liền, mối quan hệ giữa hai huynh đệ ấm áp vì cả hai đều bị cô lập khỏi cộng đồng quốc tế.

## Các dân tộc khác
Phẩm giá "Người da trắng danh giá" đã được trao cho những vị khách đặc biệt khác thuộc về các chủng tộc khác, bao gồm:
- Tác giả Guyan Eustace Edward Ricardo Braithwaite người đã viết một cuốn sách Người Da Trắng Danh Dự: Thăm viếng Nam Phi[7] về thời gian lưu trú của ông.
- Những tay ăn chơi Maori và Samoan trong đội bóng bầu dục tất cả đen năm 1970;[8][9]
- Tay vợt người thổ dân Úc Evonne Goolagong Cawley.[10]